# Bánh ít trần
Bánh ít trần est un mets populaire de l'ancienne capitale Huế.

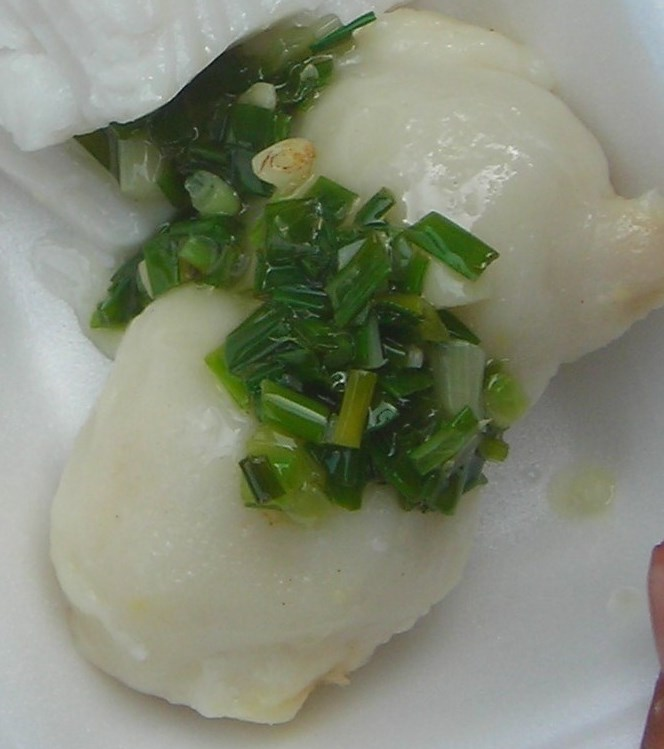
Bánh ít trần et ciboule émincée.

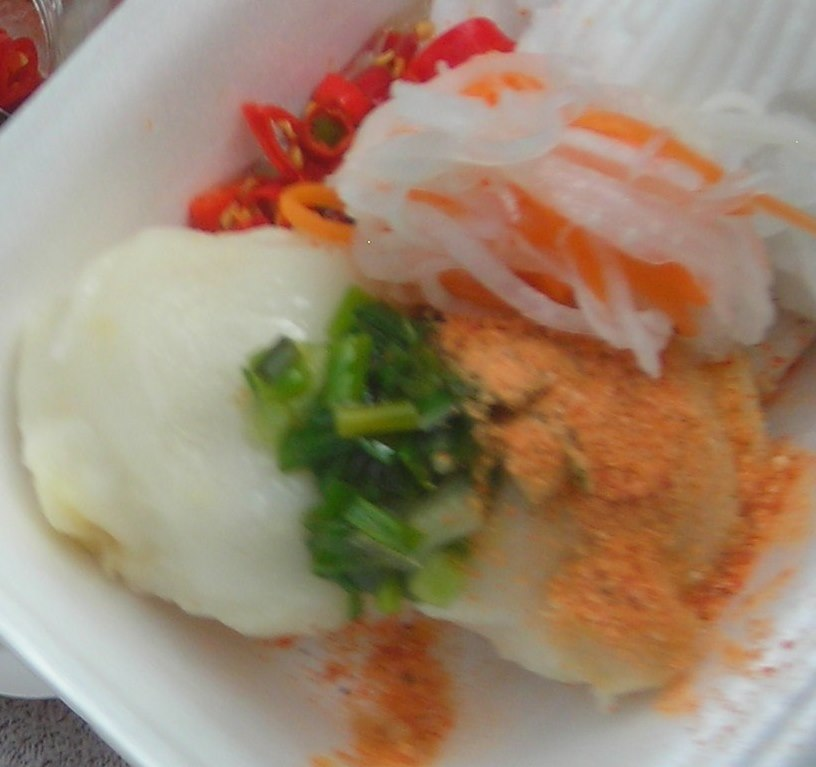
Bánh ít trần décoré de ciboule émincée et rousong de crevette.

Il est présenté en forme de boulette de pâte de riz gluant. Sa farce est faite de pâte de mungo cuite, de porc lardé en petits cubes et de petites crevettes sautées avec échalote et ail émincés.
Prendre des morceaux de pâte sur la main, mettre un peu farce dedans et arrondir en forme de boulettes qu'on range sur une feuille de bananier huilée dans un cuiseur à vapeur pour qu'elles ne collent pas après avoir cuit.
À table, dans un plateau de bambou, les boulettes de bánh ít trần sont décorées de ciboule sautée et rousong de crevette et servies avec le nước mắm traditionnel et pimenté de Huế.